# 圣普勒沃
圣普勒沃（法語：Sainte-Preuve）是法国皮卡第大区埃纳省的一个市镇，属于拉昂区锡索讷县。该市镇2009年时的人口为82人。

## 人口
圣普勒沃人口变化图示
| 数据来源：INSEE |